# Supreme Records
Supreme Records est un label discographique indépendant américain, anciennement basé à Los Angeles, en Californie, actif entre 1947 et 1950. 

## Histoire

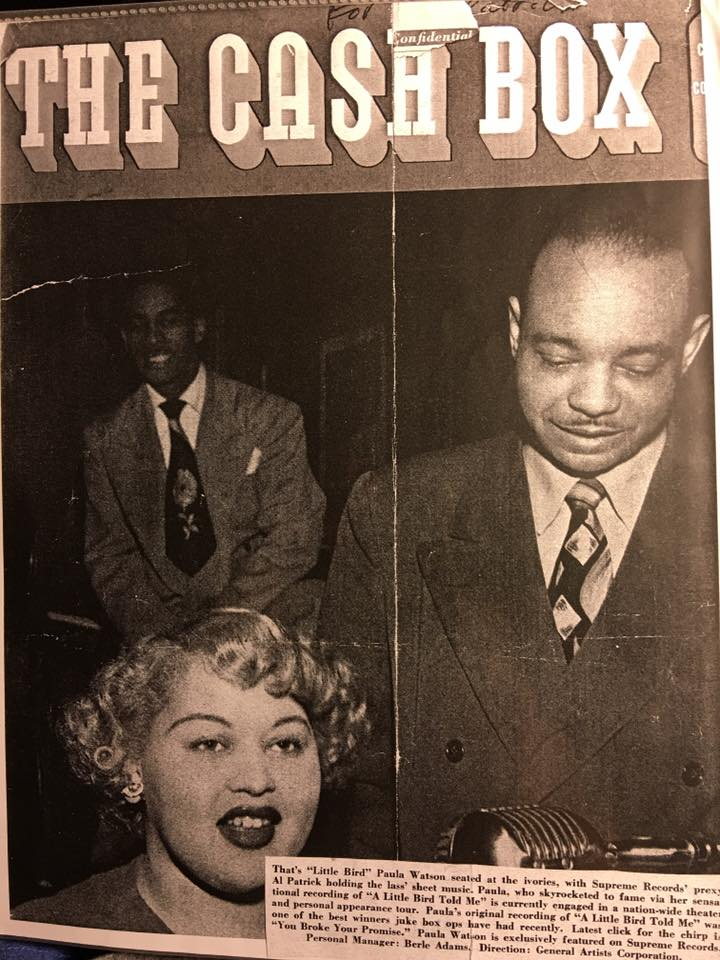
Albert Patrick, CEO de Supreme Records à Los Angeles avec Paula Watson

Supreme Records est fondé en 1947 à Los Angeles par Al Patrick. Le label qui est dédié au rhythm and blues ne survit pas au-delà de 1950. 
L'un de ses premiers succès, A Little Bird Told Me, de Paula Watson est à l'origine de son échec. Le titre, comme c'est souvent le cas à l'époque pour les disques destinés à un public afro-américain, est repris par une grande maison de disques. Decca le fait enregistrer dans une version pop par Evelyn Knight and The Stardusters. Supreme Records assigne Decca en justice pour avoir copié les arrangements mais perd le procès. Avec la fin du label, les bandes master sont rachetés par Swing Time Records, ainsi que par Recorded in Hollywood Records qui ressort le titre Two Years of Torture de Percy Mayfield qui devient un tube.

## Artistes
Les principaux artistes du label sont Jimmy Witherspoon, Paula Watson, Buddy Tate, Jim Wynn, Floyd Dixon, Jay McShann, et Percy Mayfield